# Tommy Jonsson
För andra betydelser, se Tommy Jonsson (olika betydelser).
Tommy Jonsson, född 7 februari 1971 i Gävle, är en svensk ishockeytränare.

## Biografi
Tommy Jonsson har en bakgrund som verksam i Valbo IF, Gävle GIK och Brynäs IF:s ungdomsverksamhet. 2008 gick han in som assisterande tränare i Brynäs A-lag. 2011 fick han rollen som huvudtränare och ledde klubben till SM-guld redan första året. Han utsågs även till Årets coach den säsongen . Den 19 januari 2015 fick Jonsson sparken från tränarjobbet i Brynäs IF. Hans efterträdare blev Thomas Berglund.
Den 23 april 2015 efterträdde Jonsson Mats Waltin som huvudtränare för IF Björklöven, efter att ha skrivit ett tvåårskontrakt med Umeåklubben. Den 29 september 2016 fick han sparken och ersattes tillfälligt av den tidigare assisterande tränaren Markus Åkerblom.
Den 15 mars 2019 tillkännagav LHC att man sparkat Jonsson med omedelbar verkan. Detta på grund av att man slutat 12:a i tabellen och därmed missat slutspel för första gången sedan säsongen 2011/2012. Sedan dess har han inte varit aktiv som tränare.